# Флорковская, Анна Константиновна
Анна Константиновна Флорковская (род. 14 декабря 1965 года, Москва, РСФСР, СССР) — российский искусствовед, член-корреспондент Российской академии художеств (2012).

## Биография
Родилась 14 декабря 1965 года в Москве.
В 1991 году — окончила Ленинградский институт живописи, скульптуры и архитектуры имени И. Е. Репина.
В 2000 году — защитила кандидатскую диссертацию, тема: «Формирование творческого метода художников „Голубой розы“».
В 2018 году — защитила докторскую диссертацию, тема: «Феномен московского неофициального искусства позднесоветского времени».
В 2012 году — избрана членом-корреспондентом Российской академии художеств от Отделения искусствознания и художественной критики.
Профессор кафедры теории и истории искусства МГАХИ имени В. И. Сурикова при Российской академии художеств, член Ученого совета Научно-исследовательского института теории и истории изобразительного искусства при Российской академии художеств, председатель Московского отделения Ассоциации искусствоведов (с 2014 года).

## Научная деятельность
Постоянный автор научных сборников НИИ теории и истории изобразительных искусств при РАХ, ряда монографий, в том числе: Малая Грузинская, 28. Живописная секция Московского объединённого комитета художников-графиков. 1976—1988. (М., 2009 г.), Модерн. (М., 2004 г.).
Автор статей:
- Константин Худяков. Проект «Hotel Russia» / Искусство в современном мире. Выпуск 3. (М., 2009 г.);
- Символ в изобразительном искусстве Серебряного века. Живопись «Голубой розы» / Семантическая целостность Серебряного века. (Лион, 2010 г.);
- Художественное излучение в пространство. Средовой подход в искусстве СССР 1970-80-х гг." / Художественная аура: истоки, восприятие, мифология. Отв. ред. О. А. Кривцун. (М., 2011 г.);
- The Spirit of the Orient in the Art of Moscow Nonconformist Artists: 1960s to 1980s // Orient on Orient: Images of Asia in Eurasian Countries / Slavic Research Center, Hokkaido University. (Sapporo, March 2013 г.);
- Живописная секция московского Горкома графиков. Опыт художественного разномыслия позднесоветского времени" // Sztuka Europy Wschodniej. Art of the East Europe. Том II. (Польша-Россия. Польский институт исследований мирового искусства, 2014 г.);
- К проблеме изучения неофициального искусства СССР 1950—1980-х гг. / Неофициальное искусство в СССР. 1950-1980е гг. (М., 2014 г.);
- Образы античности в московской неофициальной живописи второй половины 1970—1980-х годов / Актуальные проблемы теории и истории искусства. V. Сборник научных статей. (СПб., 2015 г.).